# Rävsalen
Rävsalen är en sjö i Åtvidabergs kommun i Östergötland och ingår i Storåns huvudavrinningsområde. Sjöns area är 0,056 kvadratkilometer och den befinner sig 102 meter över havet.